# Heinrich Gottlieb von Stutterheim

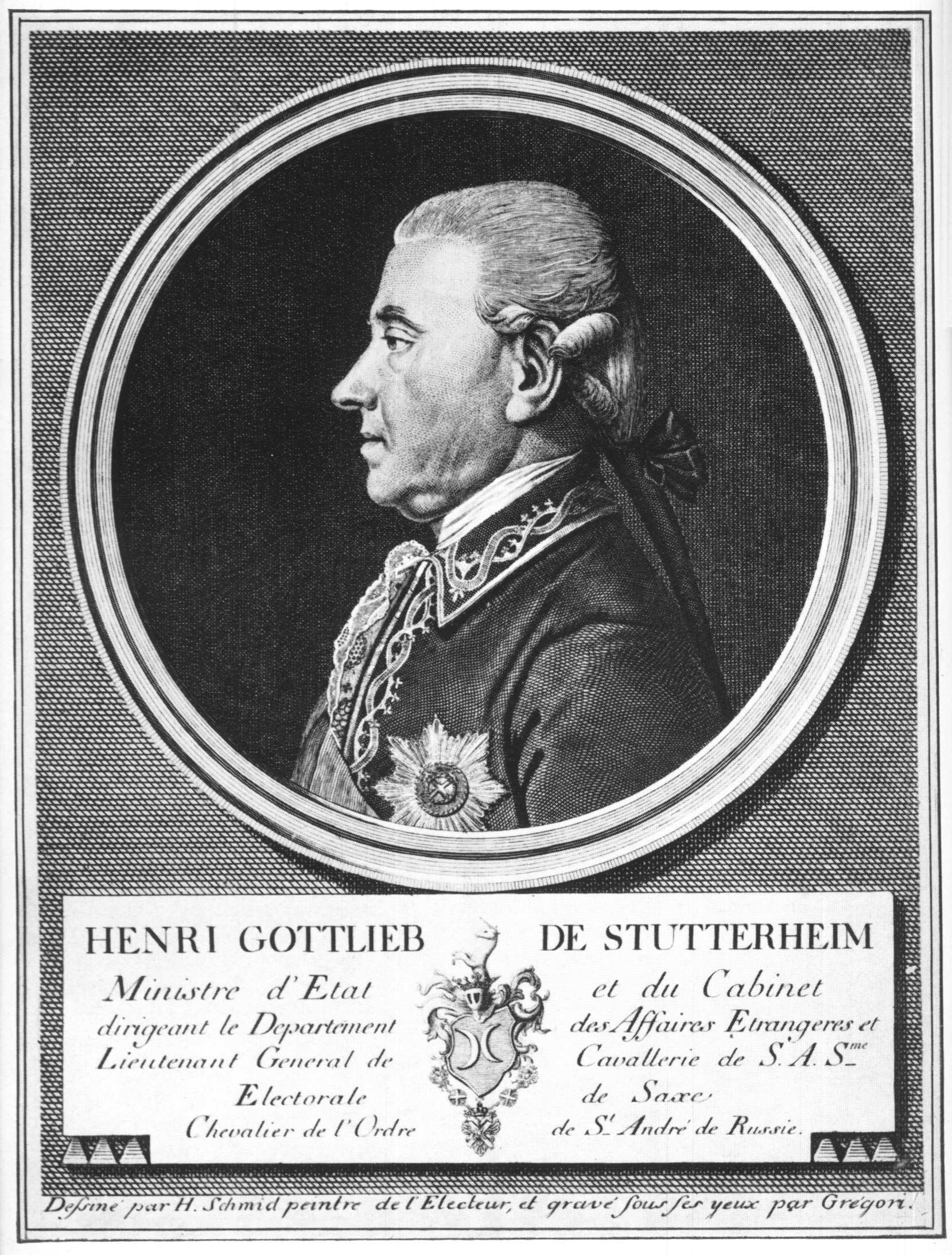
Heinrich Gottlieb von Stutterheim (1718–1789)

Heinrich Gottlieb von Stutterheim (* 23. Dezember 1718 im Forsthaus Colditz; † 23. Dezember 1789 in Dresden) war ein kursächsischer Generalleutnant der Kavallerie sowie Staats- und Kabinettsminister.

## Leben

### Herkunft
Sein Vater war Christian Hieronimus von Stutterheim.

### Militärlaufbahn
Heinrich Gottlieb kam schon früh in das Infanterie-Regiment von Marche, wo sein Vater Oberst war. Dort wurde er am 10. Mai 1731 als Dreizehnjähriger zum Fähnrich ernannt. Er kämpfte 1733 bis 1735 im Polnischen Erbfolgekrieg und zeichnete sich bei der Belagerung von Danzig aus. 1739 wurde er Adjutant im Regiment Chevalier de Saxe. Kurz darauf erfolgte seine Versetzung zur Garde de Corps. Damit nahm er an den Schlesischen Erbfolgekriegen teil. Zwischen den Kriegen ging er 1741 zunächst zur französischen und 1743 zur englischen Armee und kämpfte dann im Österreichischen Erbfolgekrieg. Am 22. Juli 1752 wurde er Oberstleutnant der Kavallerie bei der Garde du Corps. Gleich zu Beginn des Siebenjährigen Krieges ging er mit dem Regiment bei Lilienstein in Gefangenschaft. Er muss dann frei gekommen sein, denn im Jahr 1759 wurde er in das Gefolge der Prinzen Albrecht und Clemens aufgenommen. Am 1. Dezember 1759 wurde er zum Oberst befördert und zum Generaladjutanten ernannt.
Nach dem Krieg im Mai 1764 wurde Stutterheim als Gesandter an den preußischen Hof geschickt. 1772 wurde er zum Generalmajor ernannt. Er wurde zurückgerufen, um am 16. April 1777 Kabinettsminister in der Abteilung für Auswärtige Angelegenheiten in Dresden zu werden. 1780 erhielt er noch die Ernennung zum Generalleutnant der Kavallerie und im Jahr 1787 erhielt er zusätzlich die Direktion der Kommandosachen des Militär-Departements.

### Familie
Er war unverheiratet, hatte aber einen Sohn, den späteren Feldmarschallleutnant Wilhelm von Stutterheim. Die Mutter ist unbekannt. Der Sohn wurde 1773 in Preußen und 1778 in Sachsen legitimiert.